# 3,4-二甲基吡唑
3,4-二甲基吡唑是一种有机化合物，化学式为C5H8N2。它可以丁酮和多聚甲醛为原料，经多步反应制得。它和磷酸反应，可以得到3,4-二甲基吡唑鎓磷酸二氢盐。它和溴化苄在碳酸钾存在下、碘化钾催化下于二甲基甲酰胺中加热反应，可以得到1-苄基-3,4-二甲基吡唑和1-苄基-4,5-二甲基吡唑的混合物（2.4:1）。